# Przyjęcie Szujskich w Sali Senatu w 1611 r. (obraz Tomasza Dolabelli)

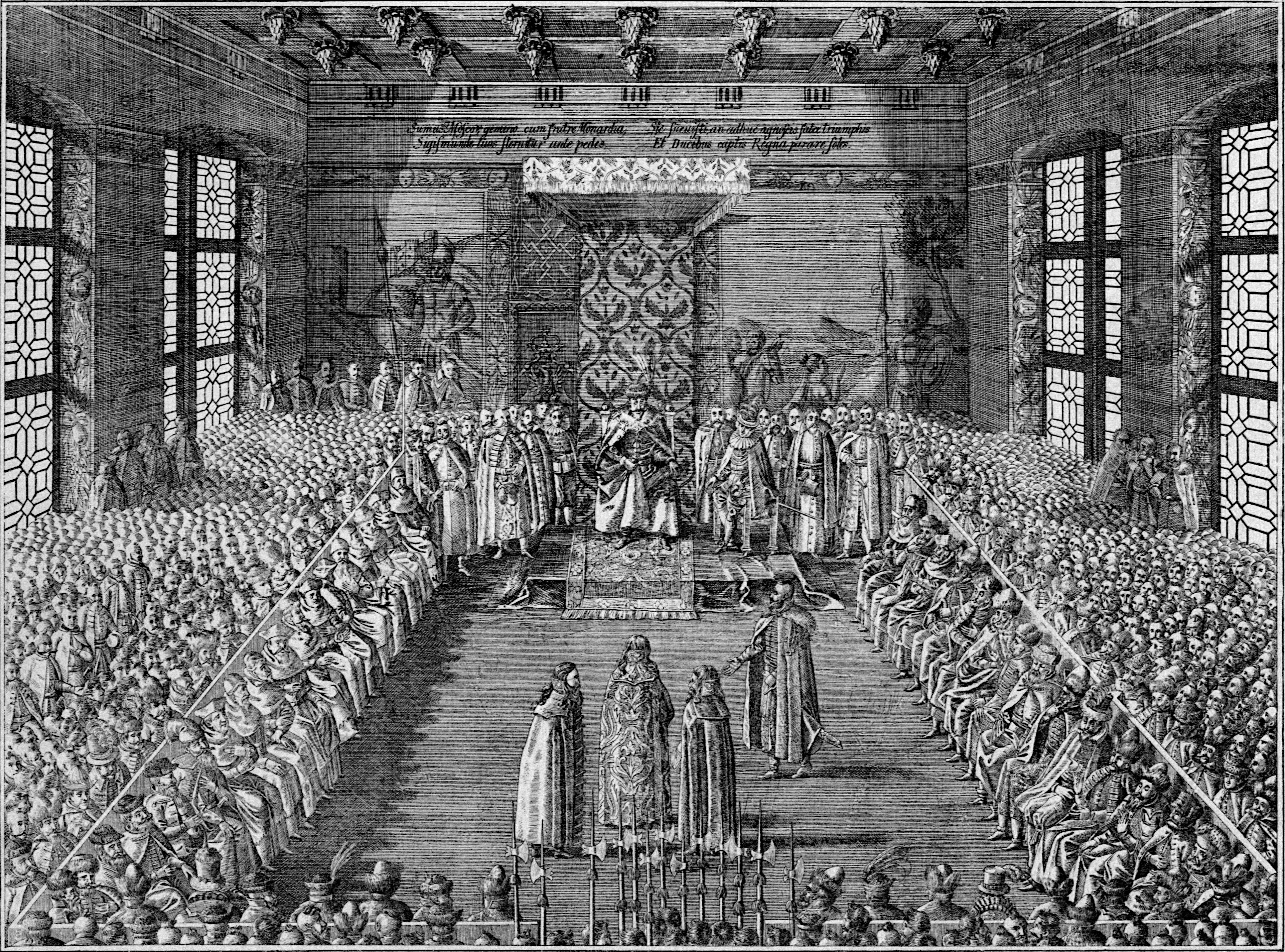
Stanisław Żółkiewski przedstawia królowi Zygmuntowi III i królewiczowi Władysławowi na sejmie 1611 r. pojmanych carów Szujskich, sztych Tomasza Makowskiego według obrazu Tomasza Dolabelli z Zamku Królewskiego w Warszawie

Przyjęcie Szujskich w Sali Senatu w 1611 roku  − zaginiony (najprawdopodobniej zniszczony) obraz pędzla Tomasza Dolabelli, stanowiący najdawniejszy cykl obrazów historycznych jaki artysta wykonał dla Zamku Królewskiego w Krakowie względnie Zamku Królewskiego w Warszawie. 
W pamięci zbiorowej Polaków dzieło powstać miało na polecenie króla Zygmunta III przede wszystkim jako pojmanie carów Szujskich i tryumfalny wjazd hetmana Stanisława Żółkiewskiego  z nimi do Warszawy w 1611 roku. 
Obraz miał zdobić wraz z kilkoma innymi pracami sztalugowymi o tematyce historycznej antykamery zamkowe, sale między Salą Senatorską a Pokojem Marmurowym Zamku Królewskiego w Warszawie. Prace umieszczone być miały na kasetonowym suficie Sali Senatorskiej gdzie umieszczono je na dwóch plafonach - były to przedstawienie "zdobycie Smoleńska" i właśnie złożenie hołdu Zygmuntowi III przez carów Szujskich. 
Według innej relacji "zdobycie Smoleńska" i "prezentacja cara Wasyla Szujskiego" zdobiły pierwszą i drugą antykamerę zamkową, gdzie razem z wazowskimi stropami pierwszego piętra Zamku przetrwały do 1707
Układ kompozycyjny malowidła znany jest na podstawie wykonanej przez Tomasza Makowskiego ryciny Prezentacja cara Wasyla Szujskiego i jego braci w Sali Senatorskiej Zamku Królewskiego w Warszawie. Punkt kulminacyjny tego wydarzenia, uwieczniony na obrazie, rozegrał się na Zamku Królewskim w Warszawie. Na pierwszym planie Król Zygmunt siedzący na tronie, po lewej stronie mający królewicza Władysława, wokół tronu stoją pierwsi dygnitarze królestwa - senatorowie po obu stronach rozległej sali, za krzesłami senatorów cisnęła się ciżba ciekawych.
Przed królem stali carowie Szujscy, których wskazywał mu hetman Stanisław Żółkiewski. 
Z przekazów historycznych wynika, że po całej uroczystości carowie zostali odprowadzeni z Sali Senatu a następnie udali się do osobnych pomieszczeń, gdzie wszyscy zostali ostrzyżeni. Carowie pozostali już do końca życia w polskiej niewoli, zmarli w Gostyninie, pochowano ich w Warszawie w osobnej kaplicy-mauzoleum przy wjeździe do miasta.
Usunięcia obrazów Dolabelli ze ścian Zamku zażądali już w XVII wieku kolejni carowie Rosji. Podczas rokowań o zawarcie traktatu w Andruszowie posłowie rosyjscy Iwan Czadajew i Jemielan Ukraincew wysunęli to jako jeden z istotnych dezyderatów pod adresem polskich negocjatorów.
Ostatecznie dwa wielkie obrazy Tomasza Dolabelli Złożenie hołdu Zygmuntowi III przez carów Szujskich i Zdobycie Smoleńska zostały zrabowane przez wojska rosyjskie w 1707, gdy na Zamku Królewskim w Warszawie przebywał car Piotr I. Według innej wersji obrazy (plafony z sali senatu) te podarował król August II na usilne carskie prośby w 1716 carowi Piotrowi I. Dziś uważa się je za zaginione.